# Instituto Max Planck de Investigación Médica
El Instituto Max Planck de Investigación Médica en Heidelberg, Alemania, es una institución de la Sociedad Max Planck para la investigación médica básica. Desde su fundación, en el Instituto han trabajado seis premios Nobel: Otto Fritz Meyerhof (Fisiología), Richard Kuhn (Química), Walther Bothe (Física), André Michel Lwoff (Fisiología o Medicina), Rudolf Mößbauer (Física), Bert Sakmann (Fisiología o Medicina) y Stefan W. Hell (Química).

## Historia
El instituto fue inaugurado en 1930 como Instituto Kaiser Wilhelm de Investigación Médica  y fue refundado como Instituto Max Planck en 1948. Su objetivo original era aplicar los métodos de la Física y la Química a la investigación médica básica, por ejemplo, la radioterapia para el tratamiento del cáncer, e incluía departamentos de Química, Fisiología y Biofísica. En los años sesenta, los nuevos avances en biología se reflejaron con la creación del Departamento de Biología Molecular. A finales de los ochenta y durante los noventa comenzaron las investigaciones sobre las funciones específicas de las células musculares y nerviosas. Se crearon nuevos departamentos de Fisiología Celular (1989-2008), Investigación Celular Molecular (1992-1999), Neurobiología Molecular (1995), Óptica Biomédica (1999) y Mecanismos Biomoleculares (2002). También se fundaron los grupos de investigación junior independientes de Estructura de los Canales Iónicos (1997-2003) y Genética del Desarrollo del Sistema Nervioso (1999-2005).

## El presente
El instituto cuenta actualmente con cuatro departamentos: Mecanismos Biomoleculares (Ilme Schlichting), Biología Química (Kai Johnsson), Biofísica Celular (Joachim Spatz) y Nanoscopía Óptica (Stefan W. Hell). Con el nombramiento de tres nuevos directores en los últimos años, el instituto ha experimentado una importante reorientación. El nuevo tema central de investigación es observar en tiempo real y manipular la compleja dinámica de las interacciones entre macromoléculas en la célula viva, en la salud y en la enfermedad. Los cuatro departamentos trabajan en áreas complementarias: determinación de estructuras atómicas (Ilme Schlichting), nanoscopia óptica (Stefan Hell), diseño de nuevas moléculas informadoras (Kai Johnson) e investigación de materiales celulares y biofísica (Joachim Spatz). Este proyecto, que abarca todo el instituto, implica el desarrollo de herramientas para la investigación biomédica.

## Departamentos

### Mecanismos biomoleculares
En el entusiasmo general de una época en la que se determinan automáticamente estructuras tridimensionales de proteínas de genomas enteros, a menudo se olvida que una estructura en sí misma no dice cómo funciona o se pliega la molécula.

### Biología química
El Departamento de Biología Química se centra en la visualización y manipulación de actividades biológicas en células vivas. La localización y cuantificación in vivo de actividades de proteínas, metabolitos y otros parámetros importantes se ha convertido en una búsqueda central en biología, pero la mayoría de los procesos celulares permanecen invisibles, hasta la fecha.

### Biofísica celular
El principal objetivo científico del departamento es desarrollar tecnologías, basadas en la física, la química y la ciencia de los materiales, para desentrañar problemas fundamentales de la ciencia celular, la ciencia biomédica y la ingeniería de materiales similares a la vida. Por ejemplo, el departamento investiga fundamentalmente la organización y los procesos de toma de decisiones de colectivos celulares y organoides, así como el ensamblaje y la función de células sintéticas, células inmunitarias de diseño y tejidos.

### Nanoscopia óptica
El Departamento de Nanoscopía Óptica se centra en concebir, explorar, validar y aplicar métodos de microscopía óptica con una resolución muy superior al límite de difracción clásico. La dirección científica principal de este nuevo departamento es impulsar el rendimiento del análisis molecular nanoóptico en células y tejidos (vivos).

## Grupos de investigación y trabajo
En mayo de 2023, existían 9 grupos de investigación:
- Grupo Thomas Barends (Biología del nitrógeno)
- Grupo R. Bruce Doak (biología estructural)
- Grupo Tatiana Domratcheva (Fotobiología Computacional)
- Grupo Matthias Fischer (Virus de protistas)
- Grupo Inaam Nakchbandi (receptores de la matriz y de la matriz extracelular en enfermedades)
- Grupo Jochen Reinstein (cápsides virales)
- Grupo Rolf Sprengel (neurobiología molecular)
- Grupo Kerstin Göpfrich (bioingeniería)

## Grupos eméritos

### Grupo Emérito de Biofísica
El Grupo Emérito de Biofísica (dirigido por el Prof. Dr. Kenneth C. Holmes ) se centra en las estructuras de actina y miosina con resolución atómica.

## Instalaciones

### Microscopía óptica
El Servicio de Microscopía óptica del Instituto Max Planck de Investigación Médica tiene como objetivo proporcionar a los miembros del Instituto y a los invitados un acceso «de bajo umbral» a sofisticados equipos de microscopía y análisis de datos, ofrecer apoyo y formación en relación con la preparación de muestras, el registro y el análisis de datos y estimular la comunicación y el intercambio de experiencias.

### Biblioteca
La biblioteca del Instituto Max Planck de Investigación Médica es una biblioteca de referencia que contiene literatura científica especializada. Está al servicio de la enseñanza y la investigación en los campos de las ciencias de la vida, la química, la biología y la física. El horario de apertura para usuarios externos es de lunes a viernes:
- De 09.00 a 00.00 horas
- De 14.00 a 16.00 horas

Para los miembros del Instituto, está abierto las 24 horas del día.

## Escuelas de Investigación (IMPRS)

### IMPRS para Dinámica Cuántica en Física, Química y Biología
El IMPRS de Dinámica Cuántica en Física, Química y Biología es una iniciativa conjunta del Instituto Max Planck de Física Nuclear, la Universidad Ruprecht Karls, el Centro Alemán de Investigación del Cáncer, el Instituto Max Planck de Investigación Médica (todos ellos en Heidelberg) y el Centro de Investigación de Iones Pesados (GSI) de Darmstadt.

## Geoetiqueta/Coordenadas
Coordenadas del Instituto Max Planck de Investigación Médica en Heidelberg:
49°24′43.76″N 8°40′31.91″E / 49.4121556, 8.6755306